# Лавінг (округ, Техас)
Шаблон:StateAbbr_ 31°50′ пн. ш. 103°34′ зх. д. / 31.84° пн. ш. 103.57° зх. д.
Округ Лавінг (англ. Loving County) — округ (графство) у штаті Техас, США. Ідентифікатор округу 48301.

## Історія
Округ утворений 1887 року.

## Демографія
За даними перепису 2000 року загальне населення округу становило 67 осіб, усе сільське. Серед мешканців округу чоловіків було 36, а жінок — 31. В окрузі було 31 домогосподарство, 20 родин, які мешкали в 70 будинках. Середній розмір родини становив 2,65.
Віковий розподіл населення поданий у таблиці:
| Стать    | До 15 років | 15-21 | 22-29 | 30-39 | 40-49 | 50-65 | 65-85 | Понад 85 |
| -------- | ----------- | ----- | ----- | ----- | ----- | ----- | ----- | -------- |
| Чоловіки | 5           | 1     | 1     | 3     | 12    | 8     | 6     |          |
| Жінки    | 5           | 3     | 0     | 3     | 7     | 8     | 5     |          |

## Суміжні округи
- Леа, Нью-Мексико —  північ (Гірський час)
- Вінклер — схід
- Ворд — південний схід
- Ривс — південний захід
- Едді, Нью-Мексико —  північний захід (Гірський час)

## Виноски
1. ↑  Texas State Historical Association, Barkley R. R., Tyler R. C. Handbook of Texas — Texas State Historical Association, 1952. — ISBN 978-0-87611-151-2
2. ↑  U.S. Decennial Census. United States Census Bureau. Архів оригіналу за 12 травня 2015. Процитовано 3 травня 2015.
3. ↑  Texas Almanac: Population History of Counties from 1850–2010 (PDF). Texas Almanac. Архів оригіналу (PDF) за 26 лютого 2015. Процитовано 3 травня 2015.
4. ↑  State & County QuickFacts. United States Census Bureau. Архів оригіналу за 18 жовтня 2011. Процитовано 19 грудня 2013.
5. ↑  American FactFinder. Бюро перепису населення США. Архів оригіналу за 20 березня 2010. Процитовано 31 січня 2008.

| США | Це незавершена стаття з географії США. Ви можете допомогти проєкту, виправивши або дописавши її. |